# Главы Ноябрьска
Список глав города Ноябрьск XX—XXI веках.
Город окружного подчинения с 28 апреля 1982 года.

## 1-й секретарь горкома КПСС
- Москаленко Николай Андреевич (1982 — декабрь 1984)
- Шестаков Владимир Викторович (декабрь 1984 — -апрель 1990-)

## Председатель горсовета, горисполкома

### Председатель горисполкома
- Крылосов Анатолий Васильевич (1977—1980) — пред. исполкома поссовета
- Шестаков Владимир Викторович (1982—1984)
- Спирин Александр Михайлович (1984—1987)
- Кот Анатолий Дмитриевич (? — апрель 1990)
- Боровик Вячеслав Борисович (апрель 1990 — 1991)

### Председатель горсовета (1990—1993)
- Кот Анатолий Дмитриевич (апрель 1990 — ?)

## Главы города (1991 — 2009)
- Бусалов Александр Григорьевич (1991—1998)
- и. о. Коробков Николай Фёдорович (сентябрь 1998 — апрель 1999)
- Линк Юрий Александрович (апрель 1999 — 13 ноября 2003)
- Коробков Николай Фёдорович (13 ноября 2003 / 2 февраля 2004 — 19 марта 2009)

## Председатели городской думы и главы администрации (2009 — 2019)

### Председатели городской думы
- Крылосов Анатолий Васильевич (19 марта 2009 — 27 февраля 2013)
- Коломиец Артур Витальевич (27 февраля / 12 марта 2013 — 23 сентября 2014)
- Андреев Владимир Иванович (23 сентября 2014 — 16 сентября 2019)

### Главы администрации
- Шаровин Михаил Фёдорович (28 апреля 2009 — 14 февраля 2011)
- и. о. Касьяненко Андрей Иванович (14 февраля — 29 марта 2011)
- Белоцкая Жанна Александровна (29 марта 2011 — 26 января 2016)
- Романов Алексей Викторович (26 января / 3 марта 2016 — 16 сентября 2019)

## Главы города (2019 — н. в.)
- Романов Алексей Викторович (16 сентября / 17 октября 2019 — н. в.)